# Hitachdut HaTeimanim beJisra’el
Die Hitʾachdut haTeimanim beJisraʾel (hebräisch הִתְאַחְדוּת הַתֵּימָנִים בְּיִשְׂרָאֵל Hitʾachdūt ha-Tejmanīm bɛ̝-Jisraʾel, deutsch ‚Vereinigung der Jemeniten in Israel‘, russisch Ассоциация йеменцев в Израиле) war eine politische Partei in Israel.

## Geschichte
Jemenitische Juden gründeten die Partei 1923. Doch schon in der ersten Wahl zur palästinensischen Repräsentantenversammlung 1920 gewann eine jemenitische Liste Mandate (zwölf Sitze), wie auch bei der dritten 1931 (drei Mandate) und vierten Wahl 1944 (zwei Sitze). Die vierte Repräsentantenversammlung und die Sochnut bildeten aus ihren Mitten am 12. April 1948 das 37-köpfige Übergangsparlament, den Volksrat (hebräisch מוֹעֶצֶת הָעָם הַזְְּמַנִּית Mōʿetzet haʿAm haZmannīt) mit Vertretern aller Parteien der Repräsentantenversammlung, ab 14. Mai 1948 fungierte er unter der Bezeichnung provisorischer Staatsrat (מוֹעֶצֶת הַמְּדִּינָה הַזְְּמַנִּית Mōʿetzet haMdīnah haZmannīt) als Israels erstes Parlament.
An der ersten Wahl nach der Unabhängigkeitserklärung am 25. Januar 1949 nahm die Hitʾachdut HaTeimanim beJisraʾel erfolgreich teil und erlangte einen Sitz in der ersten Knesset.
Durch die Operation Fliegender Teppich gelangten in den Jahren 1949/1950 viele jemenitische Juden nach Israel. Die Hitʾachdut haTeimanim beJisraʾel konnte jedoch diese Einwanderer nicht für sich gewinnen, und bei den zweiten Wahlen am 30. Juli 1951 gewann sie nur einen Sitz in der Zweiten Knesset.
Am 10. September 1951 vereinigte sich die Hitʾachdut HaTeimanim beJisraʾel mit den Allgemeinen Zionisten (ha-Zijjonim ha-Klalijim). Kurz vor den Wahlen 1955, die am 26. Juli stattfanden, trennte sich Schimʿon Garidi von den Allgemeinen Zionisten, um die Hitʾachdut HaTeimanim beJisraʾel zu reformieren. Dieser Schritt wurde vom Knesset House Committee nicht zugelassen.
Bei den Wahlen 1955 konnte die Hitʾachdut HaTeimanim beJisraʾel kein Mandat in der Dritten Knesset erzielen und scheiterte an der Sperrklausel, so auch bei den Wahlen 1959 (als Jemenitische Fraktion), 1973 und 1988.
Nach der Fusion der Allgemeinen Zionisten und der Miflaga Progresivit am 8. Mai 1961 zur Miflaga Liberalit Jisreʾelit (Liberale Partei), konnte diese bei der Wahl 1961 zur Fünften Knesset ihr bestes Ergebnis mit 17 Mandaten erzielen. Die Miflaga Liberalit Jisreʾelit bildete mit der Cherut eine Allianz unter dem Namen Gachal.

## Abgeordnete in der Knesset
| Knesset (Anzahl Mandate) | Abgeordnete der Knesset | Anmerkungen |
| ------------------------ | ----------------------- | ----------- |
| Erste (1)                | Secharja Gloska         |             |
| Zweite (1)               | Schimʿon Garidi         |             |